# Лясоцин (Західнопоморське воєводство)
Лясоцин (пол. Lasocin, нім. Friedeald) — село в Польщі, у гміні Дравсько-Поморське Дравського повіту Західнопоморського воєводства.
У 1975-1998 роках село належало до Кошалінського воєводства.